# Kroatiens geografi

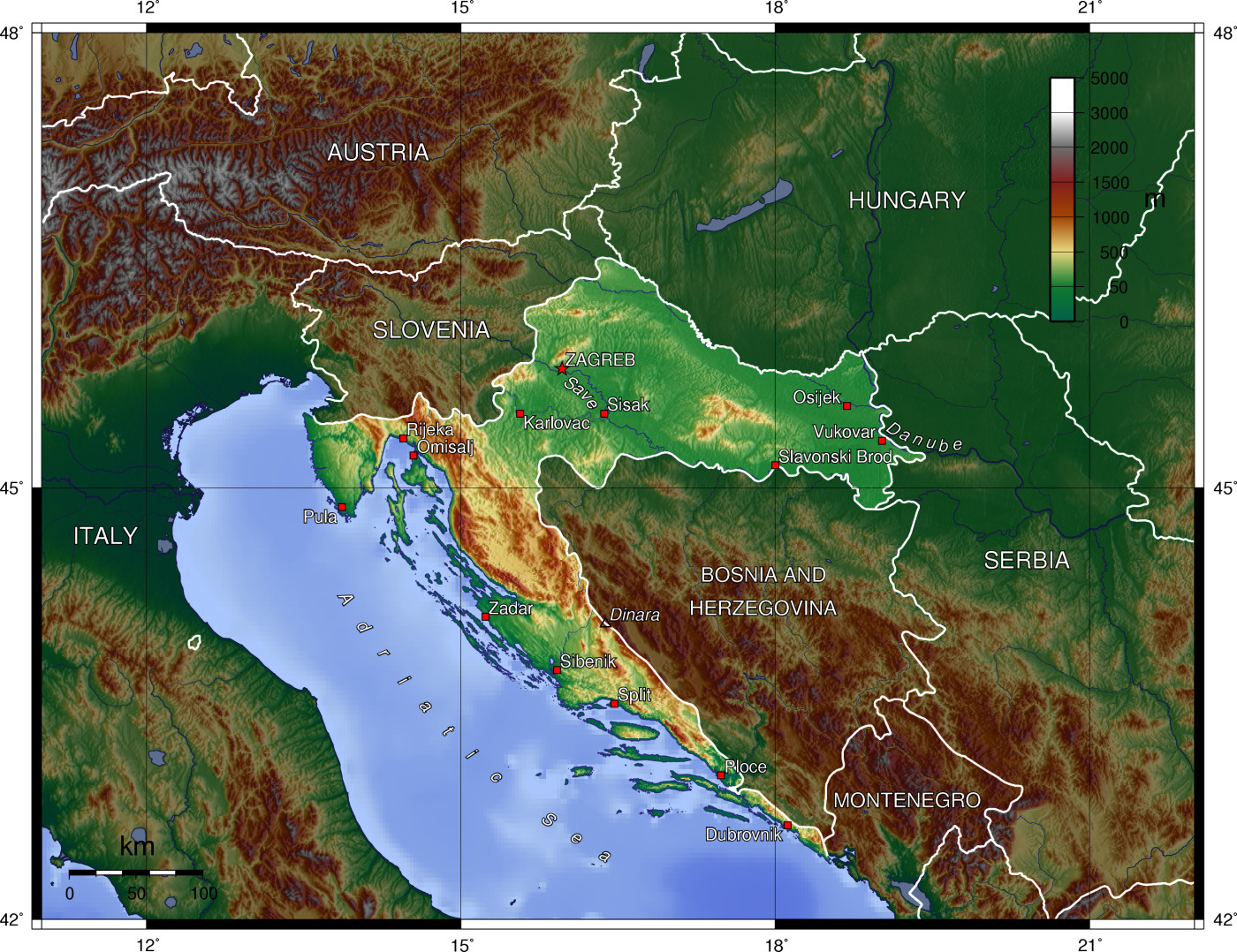
Topografisk karta över Kroatien.

Kroatien är beläget i gränstrakten mellan det pannoniska inlandet och Medelhavsområdet. I sydväst har landet en cirka 130 mil lång kuststräcka mot Adriatiska havet, en del av nordöstra Medelhavet, där det finns flera mindre skärgårdar med 1000-tals öar, vilket ligger bakom varför turister benämner landet "de tusen öarnas land". De flesta av öarna finns kring Zadar.
Kroatien är ett mycket bergigt land, särskilt mellan kustlandet och inlandet samt i nordväst; mer än hälften av ytan består av berg, höga kullar och dalar. De största låglandsområdena finner man i östra Slavonien som tillhör det pannoniska slättlandet. Där finns Kroatiens bördigaste jordbruksmark eftersom Slavonien en gång i tiden legat under havsbottnen.

## Indelning
Kroatien kan delas in i tre delar: det östslavoniska låglandet, det centralkroatiska höglandet samt kroatiska kustlandet.

### Det östslavoniska låglandet
Det östslavoniska låglandet är Kroatiens lägst belägna område och sträcker sig ned mot Donau på gränsen till Serbien. Tack vare att området under en tid legat under Tethyshavet finns där Kroatiens största fyndigheter av råolja. Marken är den bästa jordbruksmarken i landet och här odlas mycket vete, majs, korn och vindruvor.
Det centralkroatiska berglandet sträcker sig från regionen Zagorje i nordväst till Zagora i sydost. Den norra delen domineras av centraleuropeisk lerjord som har bildat det karakteristiska kullandskapet med lummiga skogar. Här finns Kroatiens största vinodlingar. Även lagrad sandsten är ett mycket vanligt bergmaterial. De djupa dalarna är mycket lämpliga för jordbruk, och här odlas vete, majs, tomater och korn.

### Det centralkroatiska berglandet
Den södra delen är stenigare och består av mycket sedimentära bergarter som kalksten vilket ger bergen en vit karaktär. Bergen är bevuxna med lågt gräs och låga växter samt låga arter av tall. Bergen är mycket kargare och högre än i norr. Tidigare var de dock bevuxna med lummiga bokskogar, men den har huggits ned till stor del för bygget av Venedig.

### Det kroatiska kustlandet
Det kroatiska kustlandet, Dalmatien, är dramatiskt med höga kalkrika berg, Dinariska alperna, som stupar ned i det klarblå havet. Milslånga grusstränder slingrar sig längs kuststräckan, och tack vare den tidvis hårda blåsten finns det öar som på östsidan saknar vegetation och därmed kan vid ett månlandskap. Här växer typisk medelhavsvegetation som olivträd, pinje och mandelträd. Här odlas mycket frukt, till exempel apelsiner, citroner, kiwifrukter, vindruvor, meloner och persikor.
- Högsta punkt: Dinara,[4]
- Största bergskedja: Dinariska alperna
- Längsta flod: Sava[5]
- Största sjö: Vransko jezero